# Szlak Nadmorski
Szlak Nadmorski – znakowany czerwony szlak turystyczny w województwach zachodniopomorskim i pomorskim, część Europejskiego Szlaku Dalekobieżnego E9.

## Charakterystyka
Szlak przebiega wzdłuż polskiego wybrzeża Bałtyku. Na terenie województwa zachodniopomorskiego nosi nazwę: Szlak Nadmorski im. dr. Czesława Piskorskiego, natomiast w województwie pomorskim: Szlak Nadmorski Bałtycki.

## Przebieg szlaku
Kilometraż w skróconym przebiegu szlaku podano dla obu kierunków marszu:
- 0,0 km – 377,8 km – Świnoujście – granica polsko-niemiecka
- 7,3 km – 370,5 km – Świnoujście (dworzec kolejowy)
- 27,0 km – 350,8 km – Międzyzdroje
- 40,5 km – 337,3 km – Latarnia Morska Kikut
- 57,5 km – 320,3 km – Dziwnów
- 60,4 km – 317,4 km – Dziwnówek
- 65,7 km – 312,1 km – Łukęcin
- 70,9 km – 306,9 km – Pobierowo
- 72,9 km – 304,9 km – Pustkowo
- 75,0 km – 302,8 km – Trzęsacz
- 77,0 km – 300,8 km – Rewal
- 80,5 km – 297,3 km – Niechorze (latarnia morska)
- 84,8 km – 293,0 km – Lędzin
- 101,5 km – 276,3 km – Trzebiatów
- 112,7 km – 265,1 km – Mrzeżyno
- 130,2 km – 247,6 km – Dźwirzyno
- 144,0 km – 233,8 km – Kołobrzeg (latarnia morska)
- 159,5 km – 218,3 km – Ustronie Morskie
- 169,5 km – 208,3 km – Gąski (latarnia morska)
- 177,4 km – 200,4 km – Chłopy
- 179,6 km – 198,2 km – Mielno
- 213,6 km – 164,2 km – Darłowo
- 216,5 km – 161,3 km – Darłówko (Latarnia Morska Darłowo)
- 232,7 km – 145,1 km – Jarosławiec (latarnia morska)
- 269,2 km – 108,6 km – Ustka (latarnia morska)
- 288,6 km – 89,2 km – Rowy
- 328,4 km – 49,4 km – Łeba
- 346,2 km – 31,6 km – Osetnik (Latarnia Morska Stilo)
- 377,8 km – 0,0 km – Żarnowiec

Przebieg szlaku został zweryfikowany na podstawie stanu z lat: 2006, 2007, 2008.
| Odległość | Atrakcje                                                                               | Punkt                                                                                  | Przebieg (także dojścia i uwagi) |
| --------- | -------------------------------------------------------------------------------------- | -------------------------------------------------------------------------------------- | --- |
| 0,0 km    | Niemcy · Polska · park                                                                 | Świnoujście, granica polsko-niemiecka, promenada nadmorska przedłużenie ul. Bałtyckiej | E9, EV10 Szlak Rowerowy Wokół Bałtyku (oba z Ahlbeck), Szlak Rowerowy Dookoła Zalewu Szczecińskiego                                                    |
| 0,4 km    | park                                                                                   | Świnoujście, ul. Bałtycka                                                              | Szlak Rowerowy Dookoła Zalewu Szczecińskiego EV10 Szlak Rowerowy Wokół Bałtyku – odchodzą w prawo                                                      |
| 2,3 km    | zabytek · hotel · camping                                                              | wille z XIX/XX w.; ul. Uzdrowiskowa (kemping 400 m na południe)                        | EV10 Szlak Rowerowy Wokół Bałtyku |
| 3,9 km    | park                                                                                   | Świnoujście, Park Zdrojowy, ul. Uzdrowiskowa                                           | EV10 Szlak Rowerowy Wokół Bałtyku – odchodzi w prawo                                                                                                   |
| 4,4 km    | park                                                                                   | Świnoujście, plaża, zachodni falochron ze stawą Młyny                                  | |
| 4,7 km    | park                                                                                   | Świnoujście, Park Zdrojowy                                                             | EV10 Szlak Rowerowy Wokół Bałtyku |
| 5,1 km    | park · zabytek · port                                                                  | Świnoujście, Park Zdrojowy, Fort Zachodni, marina                                      | |
| 5,7 km    | park · zabytek                                                                         | Świnoujście, Park Zdrojowy, Fort Anioła                                                | ul. Jachtowa |
| 7,3 km    | port · zabytek · muzeum · prom                                                         | Wybrzeże Władysława IV przeprawa promowa                                               | ul. Jachtowa, dawna stocznia z XIX/XX w.; kapitanat portu, w dawnym ratuszu Muzeum Rybołówstwa                                                         |
| 7,3 km    | port · kolej · autobus · prom                                                          | Świnoujście, ul. Dworcowa przeprawa promowa                                            | Szlak Nad Bałtykiem i Zalewem Szczecińskim |
| 8,1 km    |                                                                                        | Świnoujście, ul. Barlickiego                                                           | za torami Szlak Nad Bałtykiem i Zalewem Szczecińskim EV10 Szlak Rowerowy Wokół Bałtyku - odchodzą ulicą Barlickiego                                    |
| 8,4 km    | pomnik przyrody                                                                        | Świnoujście, ul. Sosnowa kościół św. Wojciecha (1977-82)                               | na boisku szkolnym Dąb Latarników |
| 8,9 km    | kolej                                                                                  | Świnoujście Warszów                                                                    | ul. Wrzosowa, przejście przez tory |
| 9,1 km    | E65                                                                                    | przejście na drugą stronę szosy                                                        | |
| 11,4 km   | ruiny                                                                                  | Świnoujście Ognica w lesie 0,6-0,9 km na północ ruiny baterii Goeben                   | w lewo na wschód |
| 13,9 km   |                                                                                        | przejście przez szosę                                                                  | |
| 14,5 km   | port                                                                                   | Świnoujście Przytór, zachodni skraj                                                    | Szlak Rowerowy Dookoła Zalewu Szczecińskiego |
| 15,7 km   | kościół · cmentarz · pomnik przyrody                                                   | Świnoujście Przytór Dąb Szyper                                                         | |
| 17,5 km   | port                                                                                   | Świnoujście Łunowo, wschodni skraj                                                     | Szlak Rowerowy Dookoła Zalewu Szczecińskiego – odchodzi w lewo                                                                                         |
| 19,5 km   | port · park narodowy · pomnik przyrody                                                 | Świnoujście Łunowo przystań żeglarska Łunowo                                           | WPN, północna granica enklawy 0,2 km na wschód Dąb Wikingów                                                                                            |
| 20,2 km   |                                                                                        | Międzyzdrojski Las                                                                     | Szlak Rowerowy Dookoła Zalewu Szczecińskiego |
| 20,7 km   | E65                                                                                    | przejście na drugą stronę szosy i torów                                                | |
| 21,2 km   |                                                                                        | Międzyzdrojski Las                                                                     | EV10 Szlak Rowerowy Wokół Bałtyku |
| 21,7 km   |                                                                                        | Międzyzdrojski Las                                                                     | EV10 Szlak Rowerowy Wokół Bałtyku |
| 23,7 km   | ruiny                                                                                  | Międzyzdroje Lubiewo, Międzyzdrojski Las, ruiny baterii Lubiewo                        | 1 km na południowy wschód stacja kolejowa Lubiewo na linii Szczecin Dąbie-Świnoujście oraz przystanek autobusowy linii nr 10 przy drodze krajowej nr 3 |
| 27,0 km   | zabytek · hotel · camping · autobus · muzeum                                           | Międzyzdroje, pl. Neptuna, 0,2 km na południowy zachód Muzeum Przyrodnicze WPN         | EV10 Szlak Rowerowy Wokół Bałtyku - odchodzi do Zagrody Pokazowej Żubrów Szlak Nad Bałtykiem i Zalewem Szczecińskim                                    |
| 27,2 km   | park                                                                                   | Międzyzdroje, Park Zdrojowy                                                            | Szlak Nad Bałtykiem i Zalewem Szczecińskim - odchodzi na północ                                                                                        |
| 27,6 km   | hotel · muzeum                                                                         | Międzyzdroje gabinet figur woskowych                                                   | Szlak Nad Bałtykiem i Zalewem Szczecińskim - odchodzi na molo                                                                                          |
| 27,8 km   | park                                                                                   | Międzyzdroje,                                                                          | Szlak Nad Bałtykiem i Zalewem Szczecińskim |
| 28,2 km   | zabytek · hotel                                                                        | Międzyzdroje, ul. Promenada Gwiazd z ul. Kościuszki                                    | Szlak pieszy nr 1002 |
| 28,4 km   | port · park narodowy · rezerwat ścisły                                                 | Międzyzdroje, za portem rybackim granica WPN                                           | 7,5 km wzdłuż plaży u podnóża klifów - obszar ochrony im. Z.Czubińskiego                                                                               |
| 35,9 km   | park narodowy                                                                          | Wisełka, zejście z plaży                                                               | |
| 37,7 km   | park narodowy · rezerwat ścisły · cmentarz · autobus · hotel · camping                 | Wisełka 0,5 km za obszarem ochrony im. M. Raciborskiego                                | Szlak Spacerowy w Wisełce |
| 39,9 km   | park narodowy                                                                          | Woliński Park Narodowy                                                                 | Szlak Spacerowy w Wisełce |
| 40,5 km   | park narodowy · latarnia                                                               | Latarnia Morska Kikut                                                                  | |
| 42,3 km   | park narodowy · rezerwat ścisły                                                        | granica WPN                                                                            | 0,5 km za obszarem ochrony im. S. Jarosza |
| 44,8 km   | autobus                                                                                | droga (Międzyzdroje-Dziwnów)                                                           | Szlak Leśny Przez Pojezierze Warnowsko-Kołczewskie |
| 47,2 km   | camping · autobus                                                                      | Świętouść, kemping Tramp droga (Międzyzdroje-Dziwnów)                                  | |
| 49,6 km   | camping                                                                                | Międzywodzie, droga (Międzyzdroje-Dziwnów)                                             | EV10 Szlak Rowerowy Wokół Bałtyku |
| 51,0 km   | camping · autobus                                                                      | Międzywodzie, droga (Międzyzdroje-Dziwnów)                                             | EV10 Szlak Rowerowy Wokół Bałtyku odchodzi drogą do Dziwnowa                                                                                           |
| 51,8 km   | camping                                                                                | Międzywodzie, plaża                                                                    | |
| 55,2 km   | port · camping                                                                         | Dziwnów, droga (Wisełka-Kołobrzeg)                                                     | EV10 Szlak Rowerowy Wokół Bałtyku |
| 55,5 km   |                                                                                        | Dziwnów, most zwodzony droga (Wisełka-Kołobrzeg)                                       | |
| 55,8 km   | port · camping · zabytek · pomnik · hotel · schronisko · autobus                       | Dziwnów, ul. Słowackiego                                                               | EV10 Szlak Rowerowy Wokół Bałtyku – odchodzi nabrzeżem                                                                                                 |
| 58,3 km   | camping · zabytek · pomnik · hotel · autobus                                           | Dziwnów, Wybrzeże Kościuszki-Kpr. Koniecznego                                          | EV10 Szlak Rowerowy Wokół Bałtyku |
| 60,4 km   | camping · pomnik · hotel · autobus                                                     | Dziwnówek, (ul. Wolności z ul. Kamieńską)                                              | Szlak Nad Bałtykiem i Zalewem Szczecińskim odchodzi do Kamienia Pomorskiego                                                                            |
| 65,7 km   | autobus                                                                                | Łukęcin (0,2 km do drogi Dziwnów-Pobierowo)                                            | Czerwony Szlak Rowerowy Łukęcin-Pogorzelica |
| 68,6 km   | park · camping                                                                         | Pobierowo, zachodni skraj                                                              | Szlak Rowerowy Łukęcin-Pogorzelica EV10 Szlak Rowerowy Wokół Bałtyku - odchodzą do ul. Mickiewicza                                                     |
| 69,2 km   | park · cmentarz                                                                        | Pobierowo, ul. Grunwaldzka                                                             | |
| 70,3 km   | park                                                                                   | Pobierowo, ul. Grunwaldzka-ul. Mickiewicza                                             | Szlak Pobierowo-Trzęsacz EV10 Szlak Rowerowy Wokół Bałtyku                                                                                             |
| 70,9 km   | park · camping · autobus                                                               | Pobierowo, ul. Grunwaldzka-ul. Jana z Kolna                                            | odchodzi w ul. Południową |
| 72,3 km   | park · camping · autobus                                                               | Pobierowo, ul. Grunwaldzka-ul. Graniczna                                               | Szlak Rowerowy Łukęcin-Pogorzelica |
| 72,9 km   | park · camping · autobus                                                               | Pustkowo                                                                               | |
| 73,7 km   | park · camping · autobus                                                               | Pustkowo, wschodni skraj                                                               | Szlak Rowerowy Łukęcin-Pogorzelica EV10 Szlak Rowerowy Wokół Bałtyku                                                                                   |
| 75,0 km   | ruiny · kościół · dwór · park · autobus · camping · muzeum · hotel                     | Trzęsacz, ul. Klifowa                                                                  | Szlak Pobierowo-Trzęsacz Szlak Rowerowy Łukęcin-Pogorzelica EV10 Szlak Rowerowy Wokół Bałtyku - odchodzą                                               |
| 76,0 km   | camping                                                                                | Rewal, baza ratowników                                                                 | – odchodzi |
| 76,5 km   | port · hotel                                                                           | Rewal, przystań rybacka                                                                | |
| 76,7 km   | camping                                                                                | Rewal, ul. Sikorskiego                                                                 | – odchodzi na plażę |
| 76,9 km   | camping                                                                                | Rewal, kościół Najświętszego Zbawiciela                                                | Szlak Rowerowy Łukęcin-Pogorzelica EV10 Szlak Rowerowy Wokół Bałtyku                                                                                   |
| 77,1 km   | autobus                                                                                | Rewal, ul. Mickiewicza                                                                 | Szlak Rowerowy Łukęcin-Pogorzelica EV10 Szlak Rowerowy Wokół Bałtyku - odchodzą w ul. Mickiewicza                                                      |
| 77,8 km   |                                                                                        | Rewal, ul. Słoneczna                                                                   | Czerwony Szlak Rowerowy Łukęcin-Pogorzelica EV10 Szlak Rowerowy Wokół Bałtyku – odchodzi na plażę                                                      |
| 77,9 km   | punkt widokowy                                                                         | Rewal, ul. Kościuszki - taras widokowy (ul. Klifowa)                                   | EV10 Szlak Rowerowy Wokół Bałtyku - odchodzi do ul. Piastowskiej                                                                                       |
| 78,6 km   | punkt widokowy · park                                                                  | Rewal, ul. Klifowa-ul. Piastowska                                                      | EV10 Szlak Rowerowy Wokół Bałtyku |
| 79,2 km   |                                                                                        | Rewal, wschodni skraj                                                                  | |
| 79,7 km   |                                                                                        |                                                                                        | – odchodzi na plażę |
| 80,3 km   | camping                                                                                | Niechorze, ul. Polna (Karczma Rybacka)                                                 | Szlak Rowerowy Łukęcin-Pogorzelica EV10 Szlak Rowerowy Wokół Bałtyku - odchodzą ulicą Polną                                                            |
| 80,5 km   | latarnia · punkt widokowy · zabytek · camping · park                                   | Latarnia Morska Niechorze, ul. Polna                                                   | |
| 80,8 km   | camping · park                                                                         | Niechorze, klif                                                                        | – odchodzi |
| 81,5 km   | port · hotel · camping · park                                                          | Niechorze ul. Parkowa-ul. Mazowiecka                                                   | |
| 81,7 km   | kolej · autobus · zabytek · hotel · camping · park                                     | Niechorze, ul. Kolejowa                                                                | Szlak Liwiej Łuży Szlak Rowerowy Łukęcin-Pogorzelica                                                                                                   |
| 82,0 km   |                                                                                        | Niechorze, ul. Kolejowa                                                                | Szlak Rowerowy Łukęcin-Pogorzelica - odchodzą w ul. Ludną                                                                                              |
| 82,1 km   |                                                                                        | Niechorze, ul. Trzebiatowska                                                           | EV10 Szlak Rowerowy Wokół Bałtyku - przed torami odchodzi w ul. Polną                                                                                  |
| 83,4 km   | camping · autobus · rezerwat faunistyczny                                              |                                                                                        | Szlak Liwiej Łuży - odchodzi do Skalna |
| 84,8 km   | camping · autobus · zabytek techniki                                                   | Lędzin                                                                                 | |
| 88,8 km   | autobus · maszt                                                                        | Drozdowo                                                                               | |
| 91,8 km   | kościół · pomnik · cmentarz · autobus                                                  | Sadlno                                                                                 | EV10 Szlak Rowerowy Wokół Bałtyku |
| 94,1 km   | autobus                                                                                | Zapolice                                                                               | EV10 Szlak Rowerowy Wokół Bałtyku - odchodzi do Pogorzelicy                                                                                            |
| 97,6 km   | autobus                                                                                | Włodarka (skrzyż.)                                                                     | |
| 101,5 km  | hotel · kościół · zabytek · cmentarz · autobus                                         | Trzebiatów (Kościuszki→ Wojska Polskiego)                                              | EV10 Szlak Rowerowy Wokół Bałtyku |
| 102,2 km  | kościół · punkt widokowy · zabytek · dwór · park · muzeum · autobus                    | Trzebiatów, ul. Głęboka - most na Redze                                                | EV10 Szlak Rowerowy Wokół Bałtyku - odchodzi do Nowielic                                                                                               |
| 102,9 km  |                                                                                        | Trzebiatów-Białoboki                                                                   | |
| 103,9 km  |                                                                                        | Nowielice                                                                              | EV10 Szlak Rowerowy Wokół Bałtyku |
| 104,2 km  | zabytek · hotel · autobus                                                              | Nowielice, stadnina koni                                                               | EV10 Szlak Rowerowy Wokół Bałtyku - odchodzi do Gorzysławia                                                                                            |
| 106,1 km  | kościół · autobus                                                                      | Trzebusz                                                                               | Szlak Rowerowy Wokół Jeziora Resko |
| 112,7 km  | port · camping · autobus                                                               | Mrzeżyno                                                                               | EV10 Szlak Rowerowy Wokół Bałtyku EV10 Szlak Rowerowy Wokół Bałtyku – odchodzi                                                                         |
| 113,9 km  | pomnik · kościół · autobus                                                             | Mrzeżyno, ul. Bałtycka, ul. Nadmorska, ul. Kołobrzeska                                 | EV10 Szlak Rowerowy Wokół Bałtyku |
| 114,7 km  | autobus                                                                                | Mrzeżyno, ul. Bałtycka, ul. Nadmorska, ul. Kołobrzeska                                 | EV10 Szlak Rowerowy Wokół Bałtyku Szlak Rowerowy Wokół Jeziora Resko – odchodzą do Rogowa                                                              |
| 116,0 km  |                                                                                        |                                                                                        | EV10 Szlak Rowerowy Wokół Bałtyku |
| 118,4 km  | kościół · rezerwat roślinny                                                            | Roby, południowy skraj wsi                                                             | EV10 Szlak Rowerowy Wokół Bałtyku – odchodzi do Nowielic                                                                                               |
| 124,1 km  | autobus · chata                                                                        | Karcino                                                                                | Szlak Rowerowy Wokół Jeziora Resko Szlak Rowerowy Ku Słońcu                                                                                            |
| 126,3 km  | kościół · pomnik przyrody · zabytek · zabytek techniki · camping · autobus             | Karcino, kościół                                                                       | Szlak Rowerowy Wokół Jeziora Resko – odchodzi do Grzybowa                                                                                              |
| 129,9 km  | camping                                                                                | Dźwirzyno, ul. Piastowska                                                              | Szlak Rowerowy Ku Słońcu – odchodzi |
| 130,2 km  | camping · autobus                                                                      | Dźwirzyno, ul. Wyzwolenia                                                              | EV10 Szlak Rowerowy Wokół Bałtyku Szlak Rowerowy Wokół Jeziora Resko Szlak Rowerowy Ku Słońcu                                                          |
| 131,2 km  | camping · autobus                                                                      | Dźwirzyno, kemping Biała Mewa, ul. Wyzwolenia                                          | Szlak Rowerowy Ku Słońcu – odchodzi |
| 132,1 km  | hotel · autobus                                                                        | Dźwirzyno, hotel Senator, ul. Wyzwolenia                                               | EV10 Szlak Rowerowy Wokół Bałtyku Szlak Rowerowy Wokół Jeziora Resko – odchodzą                                                                        |
| 132,9 km  |                                                                                        |                                                                                        | EV10 Szlak Rowerowy Wokół Bałtyku Szlak Rowerowy Wokół Jeziora Resko                                                                                   |
| 133,8 km  |                                                                                        |                                                                                        | Szlak Rowerowy Ku Słońcu |
| 137,3 km  |                                                                                        |                                                                                        | Szlak Rowerowy Ku Słońcu – odchodzi |
| 141,1 km  | park · port · hotel · zabytek · muzeum                                                 | Kołobrzeg, Warzelnia Soli (ul. Solna – ul. Zygmuntowska)                               | Szlak Rowerowy Wokół Jeziora Resko |
| 141,3 km  | park                                                                                   | Kołobrzeg, most na Parsęcie                                                            | Szlak im. Jana Frankowskiego |
| 141,9 km  | park · pomnik · hotel                                                                  | Kołobrzeg, ul. Mickiewicza                                                             | EV10 Szlak Rowerowy Wokół Bałtyku |
| 144,0 km  | park · port · hotel · latarnia · zabytek · punkt widokowy · pomnik · miejsce bitwy     | Kołobrzeg latarnia morska                                                              | Szlak im. Jana Frankowskiego |
| 146,5 km  | park · ruiny · punkt widokowy · pomnik przyrody · pomnik · miejsce bitwy               | Kołobrzeg, Kamienny Szaniec                                                            | EV10 Szlak Rowerowy Wokół Bałtyku |
| 147,4 km  | park · miejsce bitwy                                                                   | Kołobrzeg ul. Sułkowskiego-ul. Wschodnia                                               | EV10 Szlak Rowerowy Wokół Bałtyku – odchodzi |
| 154,5 km  | lotnisko                                                                               | Bagicz, lotnisko                                                                       | Szlak Błękitny do Najstarszych Dębów w Polsce |
| 156,7 km  | camping                                                                                | Sianożęty                                                                              | Szlak Błękitny do Najstarszych Dębów w Polsce – odchodzi                                                                                               |
| 158,1 km  | camping                                                                                | Sianożęty                                                                              | EV10 Szlak Rowerowy Wokół Bałtyku |
| 159,0 km  | camping                                                                                | Ustronie Morskie                                                                       | Szlak Rowerowy Prastarych Dębów |
| 159,5 km  | zabytek · camping                                                                      | Ustronie Morskie                                                                       | EV10 Szlak Rowerowy Wokół Bałtyku Szlak Rowerowy Prastarych Dębów – odchodzą                                                                           |
| 161,0 km  | zabytek · pomnik · camping                                                             | Ustronie Morskie                                                                       | Szlak Błękitny do Najstarszych Dębów w Polsce EV10 Szlak Rowerowy Wokół Bałtyku Szlak Rowerowy Prastarych Dębów                                        |
| 161,3 km  | camping                                                                                | Ustronie Morskie                                                                       | Szlak Błękitny do Najstarszych Dębów w Polsce Szlak Rowerowy Prastarych Dębów – odchodzą                                                               |
| 166,7 km  | dwór · park · zabytek                                                                  | Pleśna                                                                                 | |
| 169,5 km  | latarnia · punkt widokowy · zabytek · camping                                          | Gąski, latarnia morska                                                                 | Szlak Rowerowy Pałaców – odchodzi |
| 175,4 km  | camping · chata · kościół · cmentarz                                                   | Sarbinowo, kościół                                                                     | |
| 177,4 km  | port · chata · camping                                                                 | Chłopy                                                                                 | |
| 179,6 km  | grodzisko · kościół · cmentarz · dwór · park                                           | Mielno, grodzisko                                                                      | Szlak Rowerowy Jamneński – odchodzi |
| 182,6 km  | park · hotel · camping · chata · port                                                  | Unieście, kościół                                                                      | |
| 186,5 km  | maszt                                                                                  | mostek na Kanale Jemneńskim                                                            | |
| 191,5 km  | camping · maszt                                                                        | Łazy                                                                                   | EV10 Szlak Wokół Bałtyku – odchodzi |
| 197,3 km  |                                                                                        | Dąbkowice                                                                              | |
| 199,2 km  |                                                                                        | mostek na Kanale Szczuczym                                                             | |
| 203,5 km  | port · chata · muzeum · camping · autobus                                              | Dąbki                                                                                  | EV10 Szlak Rowerowy Wokół Bałtyku Szlak Rowerowy Cystersów                                                                                             |
| 206,3 km  | autobus · ruiny                                                                        | Bobolin                                                                                | |
| 208,5 km  | autobus                                                                                | Żukowo Morskie                                                                         | |
| 209,1 km  |                                                                                        | mostek na Grabowej                                                                     | |
| 212,7 km  |                                                                                        | Darłowo ul. Wojska Polskiego – ul. Leśna                                               | Szlak Rezerwatów |
| 213,1 km  | pomnik · hotel                                                                         | Darłowo, mostek na Wieprzy                                                             | |
| 213,6 km  | autobus · kościół · zamek · park · muzeum · zabytek techniki · zabytek · pomnik · port | Darłowo, zamek ul. Podzamcze – ul. Powstańców Warszawskich                             | Szlak Wiatraków |
| 216,5 km  | autobus · park · latarnia · port · hotel · camping                                     | Darłówko ul. J.Conrada – ul. Słowiańska                                                | Szlak Rezerwatów – odchodzi |
| 219,1 km  |                                                                                        |                                                                                        | EV10 Szlak Rowerowy Wokół Bałtyku – odchodzi |
| 222,9 km  | maszt                                                                                  | mostek na kanale jeziora Kopań                                                         | |
| 226,2 km  | pole namiotowe                                                                         | Wicie                                                                                  | |
| 229,8 km  |                                                                                        |                                                                                        | EV10 Szlak Rowerowy Wokół Bałtyku |
| 232,7 km  | port · latarnia · punkt widokowy · zabytek · chata · schronisko · camping · maszt      | Jarosławiec, latarnia morska                                                           | |
| 235,6 km  | chata                                                                                  | Jezierzany                                                                             | |
| 238,1 km  | kościół · chata · pomnik przyrody                                                      | Łącko                                                                                  | |
| 240,1 km  |                                                                                        | Korlino                                                                                | EV10 Szlak Rowerowy Wokół Bałtyku – odchodzi |
| 240,7 km  |                                                                                        | Korlino                                                                                | EV10 Szlak Rowerowy Wokół Bałtyku |
| 242,5 km  |                                                                                        | Królewo – skrzyżowanie na południe od wsi                                              | EV10 Szlak Rowerowy Wokół Bałtyku – odchodzi |
| 247,8 km  | kościół · chata · cmentarz                                                             | Marszewo                                                                               | |
| 252,1 km  |                                                                                        | przejście przez drogę wojewódzką nr 203                                                | |
| 254,5 km  |                                                                                        |                                                                                        | EV10 Szlak Rowerowy Wokół Bałtyku |
| 254,6 km  |                                                                                        |                                                                                        | ze Sławna do Ustki |
| 255,7 km  | chata · zabytek techniki                                                               | Starkowo – południowo-wschodni skraj wsi                                               | |
| 259,4 km  | chata                                                                                  | Duninówko                                                                              | EV10 Szlak Rowerowy Wokół Bałtyku – odchodzi |
| 260,5 km  | chata · zabytek techniki                                                               | Pęplino – północno-zachodni skraj wsi                                                  | EV10 Szlak Rowerowy Wokół Bałtyku |
| 263,9 km  | chata                                                                                  | Wodnica – południowo-wschodni skraj wsi                                                | EV10 Szlak Rowerowy Wokół Bałtyku ze Sławna do Ustki – odchodzą                                                                                        |
| 264,7 km  | chata                                                                                  | Wodnica – północno-zachodni skraj wsi                                                  | ze Sławna do Ustki – odchodzi |
| 267,7 km  | kolej · autobus · hotel · camping · kościół · cmentarz                                 | Ustka (stacja kolejowa)                                                                | do Sławna Szlak Doliny Słupi |
| 269,2 km  | muzeum · pomnik · hotel · port · chata · latarnia · punkt widokowy                     | Ustka, latarnia morska                                                                 | |
| 274,5 km  | muzeum · pomnik · punkt widokowy                                                       | Orzechowo                                                                              | |
| 280,8 km  | autobus · zabytek · camping                                                            | Poddąbie                                                                               | |
| 284,5 km  | autobus · chata                                                                        | Dębina                                                                                 | |
| 288,6 km  | kościół · autobus · hotel · port                                                       | Rowy                                                                                   | EV10 Szlak Rowerowy Wokół Bałtyku |
| 288,9 km  | park narodowy                                                                          | Rowy, leśniczówka SPN                                                                  | Szlak Mierzei Gardnieńskiej |
| 289,5 km  | park narodowy                                                                          | Słowiński Park Narodowy                                                                | – szlak łącznikowy |
| 291,9 km  | park narodowy · punkt widokowy                                                         | Słowiński Park Narodowy                                                                | – szlak łącznikowy |
| 295,7 km  | park narodowy · rezerwat ścisły                                                        | Słowiński Park Narodowy                                                                | – szlak dojściowy do Gardny Małej |
| 297,6 km  | park narodowy · rezerwat ścisły · punkt widokowy                                       | Słowiński Park Narodowy, jezioro Dołgie Małe                                           | Szlak Mierzei Gardnieńskiej – odchodzi |
| 300,8 km  | park narodowy                                                                          | Słowiński Park Narodowy Las Karłowo                                                    | – szlak dojściowy do Smołdzina |
| 302,4 km  | park narodowy · rezerwat ścisły                                                        | Słowiński Park Narodowy, jezioro Dołgie Wielkie                                        | – szlak dojściowy do morza |
| 304,1 km  | park narodowy · rezerwat ścisły                                                        | Czołpino, Słowiński PN (uwaga: dojście do latarni 1 km)                                | – dojściowy Szlak Latarni Morskiej Czołpino (Smołdziński Las→ plaża morska)                                                                            |
| 307,0 km  | park narodowy · rezerwat ścisły                                                        | Słowiński PN Wydma Czołpińska                                                          | |
| 307,7 km  | park narodowy · rezerwat ścisły                                                        | Słowiński PN, plaża                                                                    | |
| 319,0 km  | park narodowy · rezerwat ścisły                                                        | Słowiński PN podnóże Góry Łąckiej                                                      | Szlak na Górę Łącką |
| 322,3 km  | park narodowy · rezerwat ścisły · port · punkt widokowy                                | Słowiński PN                                                                           | szlak łącznikowy |
| 325,6 km  | park narodowy · port · punkt widokowy · muzeum                                         | Rąbka, Słowiński PN                                                                    | |
| 327,4 km  | park narodowy · pole namiotowe · camping                                               | Łeba                                                                                   | Szlak na Górę Łącką – odchodzi na plażę Szlak Południowy Słowińskiego Parku Narodowego                                                                 |
| 327,9 km  | port · camping                                                                         | Łeba, most na rzece Łeba                                                               | |
| 328,4 km  | kolej · autobus · kościół                                                              | Łeba (stacja kolejowa)                                                                 | Szlak Krajobrazów Młodoglacjalnych |
| 331,1 km  | dwór · park · hotel                                                                    | Nowęcin                                                                                | Szlak Krajobrazów Młodoglacjalnych |
| 331,4 km  |                                                                                        | Nowęcin – południowy skraj wsi                                                         | Szlak Krajobrazów Młodoglacjalnych – odchodzi |
| 336,4 km  | port · camping                                                                         | Przybrzeże, przystań żeglarska                                                         | |
| 341,0 km  | rezerwat krajobrazowy                                                                  | mostek na Chełście                                                                     | |
| 345,7 km  |                                                                                        | Osetnik                                                                                | |
| 346,2 km  | latarnia                                                                               | Latarnia Morska Stilo                                                                  | |
| 347,4 km  |                                                                                        | plaża w rejonie przylądka Stilo                                                        | |
| 357,4 km  | dwór · park · pomnik przyrody                                                          | Lubiatowo                                                                              | |
| 358,4 km  | pole namiotowe                                                                         | Szklana Huta, stanica ZHP                                                              | |
| 364,4 km  | rezerwat roślinny · hotel · pole namiotowe                                             | Białogóra, Nadmorski Park Krajobrazowy                                                 | |
| 371,6 km  | rezerwat roślinny · pole namiotowe                                                     | Dębki, Nadmorski Park Krajobrazowy                                                     | |
| 377,6 km  |                                                                                        | Żarnowiec – północny skraj wsi                                                         | Szlak Puszczy Darżlubskiej |
| 377,8 km  | autobus · klasztor · kościół · cmentarz · pomnik przyrody · schronisko · kaplica       | Żarnowiec (województwo pomorskie), kościół                                             | Szlak Puszczy Darżlubskiej – odchodzi |